# سیارک ۱۱۳۲۱
سیارک ۱۱۳۲۱ (به انگلیسی: 11321 Tosimatumoto، نامگذاری:1995DE1) یازده هزار و سیصد و بیست و یکمین سیارک کشف شده‌است که در ۲۱ فوریه ۱۹۹۵ کشف شد.
قدر مطلق سیارک برابر ۴۲.۶ است.